# Long Tuyền
Long Tuyền là một phường thuộc thành phố Cần Thơ, Việt Nam.

## Địa lý
Phường Long Tuyền có vị trí địa lý:
- Phía đông giáp phường Bình Thủy
- Phía tây giáp phường An Bình
- Phía nam giáp phường An Bình và phường  Tân An
- Phía bắc giáp phường Thới An Đông và xã Phong Điền.

Phường Long Tuyền có diện tích 28,48 km², dân số năm 2024 là 45.292 người, mật độ dân số đạt 1.590 người/km².

## Lịch sử
Ngày 30 tháng 9 năm 1970, Thủ tướng Chính phủ Việt Nam Cộng hòa ban hành Sắc lệnh số 115-SL/NV về việc cải biến xã Tân An thuộc quận Châu Thành, tỉnh Phong Dinh và các phần đất phụ cận thành thị xã Cần Thơ.
Ngày 7 tháng 6 năm 1971, Thủ tướng Chính phủ Việt Nam Cộng hòa ban hành Nghị định số 585-NĐ/NV về việc:
- Thành lập Quận Nhứt và Quận Nhì thuộc thị xã Cần Thơ.
- Thành lập khu phố An Thới thuộc Quận Nhứt trên cơ sở toàn bộ ấp Bình Nhựt thuộc xã Long Tuyền và một phần của ấp Thới Thuận, một phần của ấp Thới Hòa thuộc xã Tân An.

Tháng 8 năm 1972, Thường vụ Khu ủy Khu 9 của phía chính quyền Cộng hòa Miền Nam Việt Nam và Việt Nam Dân chủ Cộng hòa ban hành Quyết định về việc:
- Thành lập thành phố Cần Thơ trực thuộc Khu 9.
- Đồng thời, chính quyền Cách mạng vẫn duy trì các đơn vị hành chính cấp quận, phường và khóm bên dưới giống như phía chính quyền Việt Nam Cộng hòa cho đến đầu năm 1976.

Ngày 22 tháng 8 năm 1972, Tổng trưởng Nội vụ Việt Nam Cộng hòa ban hành Nghị định số 553-BNV/HCĐP/NĐ về việc chuyển khu phố An Thới thuộc Quận Nhứt thành phường An Thới.
Ngày 20 tháng 9 năm 1975, Bộ Chính trị ban hành Nghị quyết số 245-NQ/TW về việc hợp nhất tỉnh Cần Thơ (ngoại trừ huyện Thốt Nốt), tỉnh Sóc Trăng, tỉnh Trà Vinh, tỉnh Vĩnh Long thành một tỉnh, tên gọi tỉnh mới cùng với nơi đặt tỉnh lỵ sẽ do địa phương đề nghị lên.
Ngày 20 tháng 12 năm 1975, Bộ Chính trị ban hành Nghị quyết số 19/NQ về việc hợp nhất tỉnh Cần Thơ (bao gồm cả huyện Thốt Nốt của tỉnh Long Xuyên), tỉnh Sóc Trăng thành một tỉnh mới, tên gọi tỉnh mới cùng với nơi đặt tỉnh lỵ sẽ do địa phương đề nghị lên.
Ngày 24 tháng 2 năm 1976, Chính phủ Cách mạng lâm thời Cộng hòa miền Nam Việt Nam ban hành Nghị định số 3/NQ/1976 về việc hợp nhất tỉnh Cần Thơ, tỉnh Sóc Trăng và thành phố Cần Thơ thành một tỉnh mới, lấy tên là tỉnh Hậu Giang.
Ngày 24 tháng 3 năm 1976, Chính phủ ban hành Quyết định số 17/QĐ-76 về việc:
- Giải thể Quận Nhứt và Quận Nhì thuộc thành phố Cần Thơ.
- Các phường, xã trực thuộc thành phố Cần Thơ.
- Chuyển thành phố Cần Thơ trực thuộc tỉnh Hậu Giang.
- Giải thể phường An Thới, nhập địa bàn vào phường Bình Thủy và phường Cái Khế.
- Thành lập phường Bình Thủy thuộc thành phố Cần Thơ trên cơ sở một phần nhỏ đất đai trước thuộc xã Long Tuyền.

Ngày 21 tháng 4 năm 1979, Hội đồng Chính phủ ban hành Quyết định số 174-CP về việc chia xã Long Tuyền thuộc thành phố Cần Thơ thành xã Long Hòa và xã Long Tuyền.
Ngày 26 tháng 12 năm 1991, Quốc hội ban hành Nghị quyết về việc chia tỉnh Hậu Giang thành tỉnh Cần Thơ và tỉnh Sóc Trăng.
Ngày 26 tháng 11 năm 2003, Quốc hội ban hành Nghị quyết số 22/2003/QH11 về việc chia tỉnh Cần Thơ thành thành phố Cần Thơ trực thuộc trung ương và tỉnh Hậu Giang.
Ngày 2 tháng 1 năm 2004, Chính phủ ban hành Nghị định số 05/2004/NĐ-CP về việc:
- Thành lập quận Bình Thủy thuộc thành phố Cần Thơ.
- Thành lập phường Long Hòa thuộc quận Bình Thủy trên cơ sở toàn bộ 1.395,08 ha diện tích tự nhiên và 13.471 nhân khẩu của xã Long Hòa thuộc thành phố Cần Thơ.
- Thành lập phường Long Tuyền thuộc quận Bình Thủy trên cơ sở toàn bộ 1.413,55 ha diện tích tự nhiên và 13.250 nhân khẩu của xã Long Tuyền thuộc thành phố Cần Thơ.

Ngày 12 tháng 6 năm 2025, Quốc hội ban hành Nghị quyết số 202/2025/QH15 về việc sắp xếp đơn vị hành chính cấp tỉnh (nghị quyết có hiệu lực từ ngày 12 tháng 6 năm 2025). Theo đó, sáp nhập tỉnh Hậu Giang và tỉnh Sóc Trăng vào thành phố Cần Thơ.
Ngày 16 tháng 6 năm 2025:
- Quốc hội ban hành Nghị quyết số 203/2025/QH15[16] về việc Sửa đổi, bổ sung một số điều của Hiến pháp nước Cộng hòa xã hội chủ nghĩa Việt Nam. Theo đó, kết thúc hoạt động của đơn vị hành chính cấp huyện trong cả nước từ ngày 1 tháng 7 năm 2025.
- Ủy ban Thường vụ Quốc hội ban hành Nghị quyết số 1668/NQ-UBTVQH15[17] về việc sắp xếp các đơn vị hành chính cấp xã của thành phố Cần Thơ năm 2025 (nghị quyết có hiệu lực từ ngày 16 tháng 6 năm 2025). Theo đó, thành lập phường Long Tuyền thuộc thành phố Cần Thơ trên cơ sở toàn bộ 14,30 km² diện tích tự nhiên, quy mô dân số là 21.568 người của phường Long Hòa và phần còn lại 14,18 km² diện tích tự nhiên, quy mô dân số là 23.724 người của phường Long Tuyền (sau khi điều chỉnh 0,35 km² diện tích tự nhiên, quy mô dân số là 97 người của phường Long Tuyền về phường An Bình) thuộc quận Bình Thủy.

Phường Long Tuyền có 28,48 km² diện tích tự nhiên và quy mô dân số là 45.292 người.

## Hình ảnh

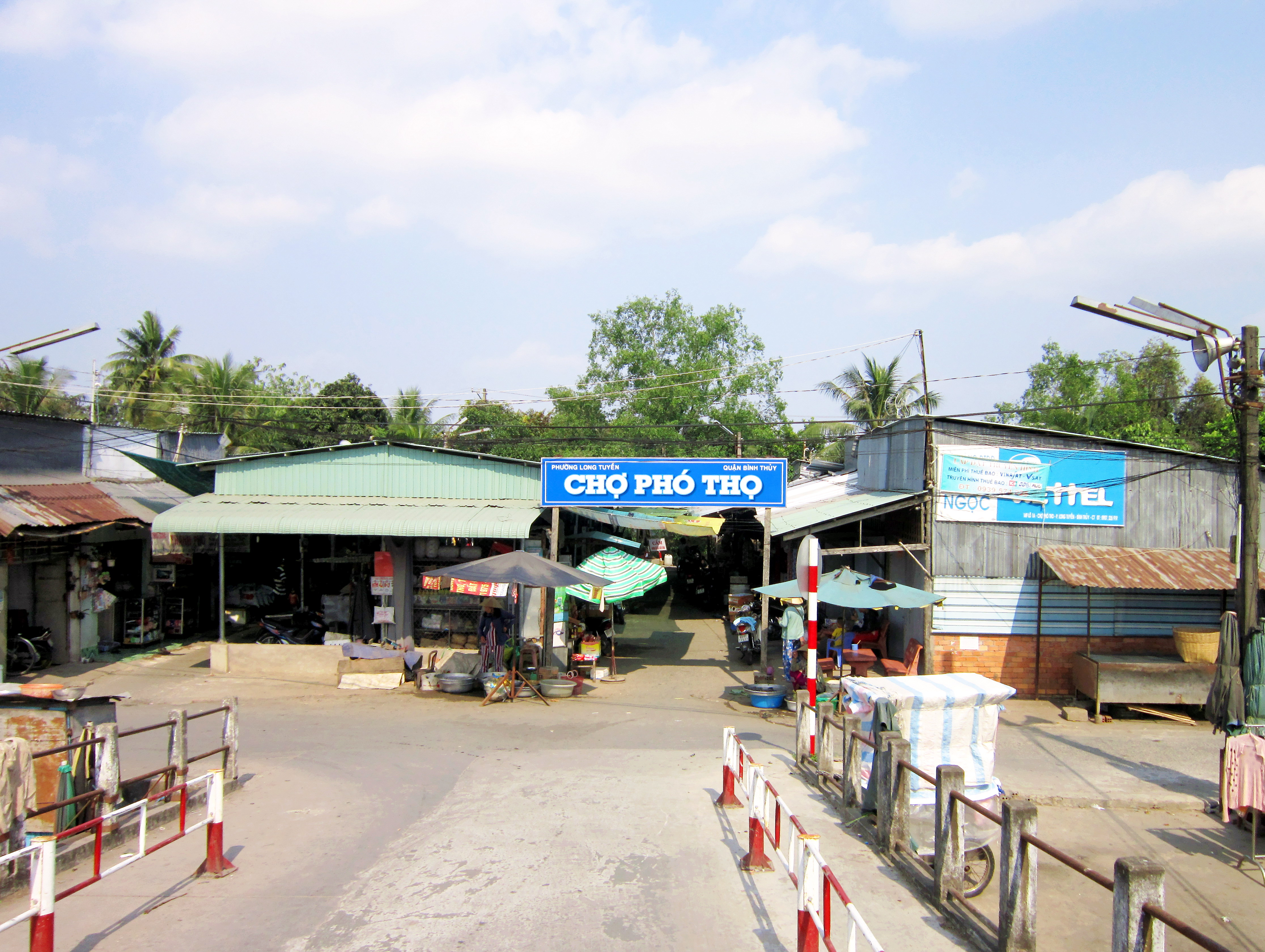
Chợ Phó Thọ ở phường Long Tuyền
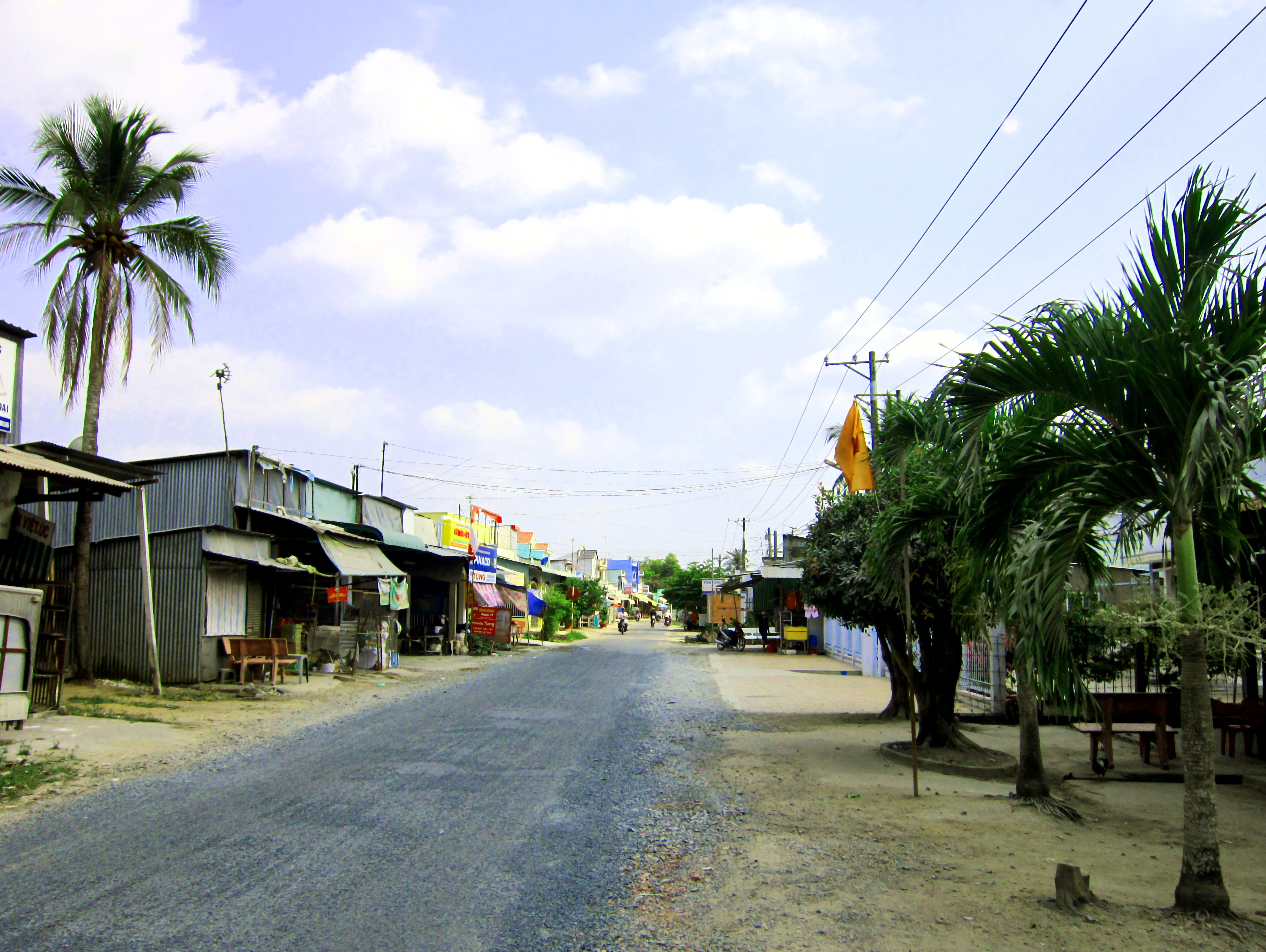
Trên tỉnh lộ 918, đoạn đi qua phường Long Tuyền
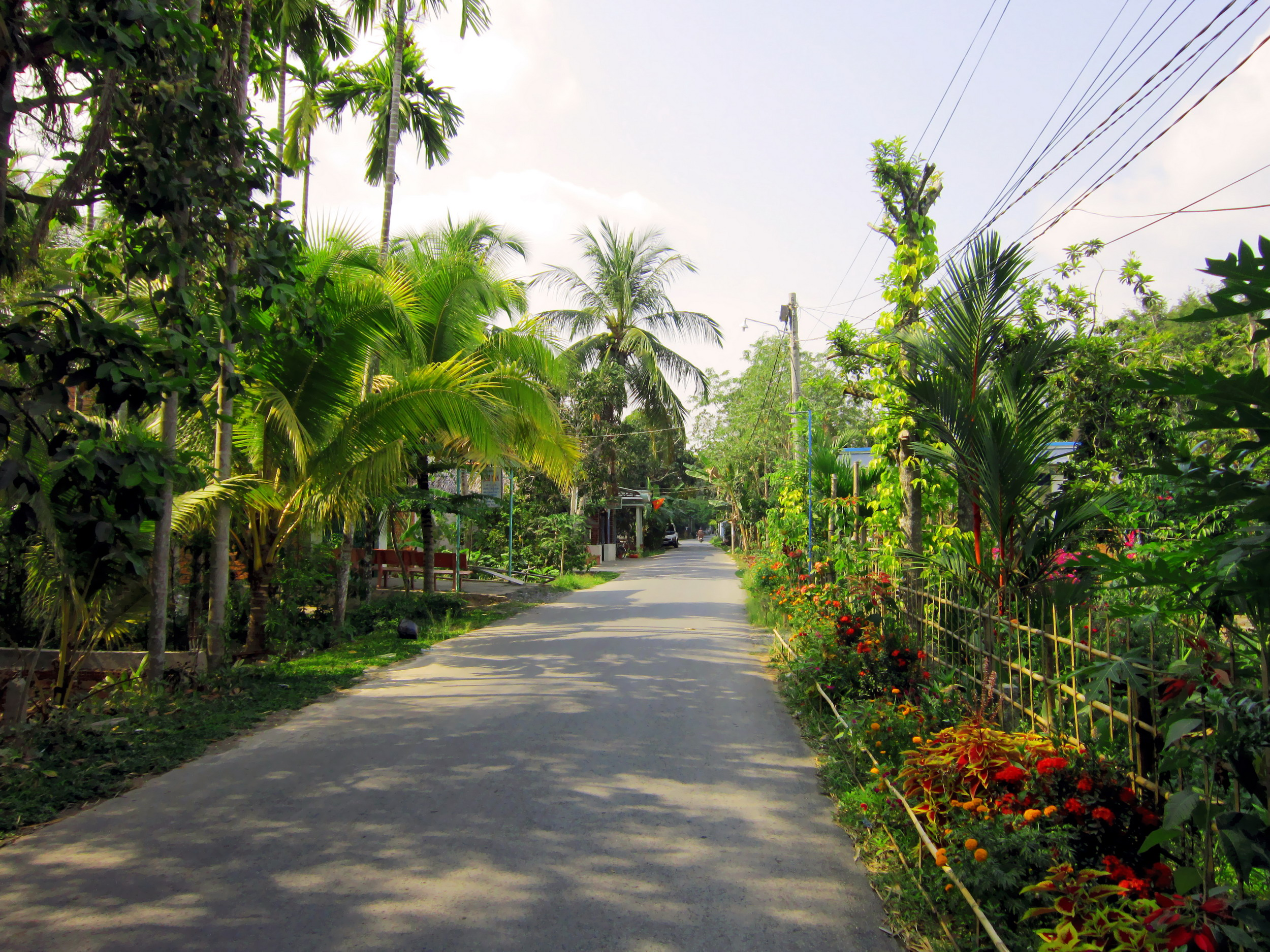
Một đoạn đường liên khóm ở phường Long Tuyền
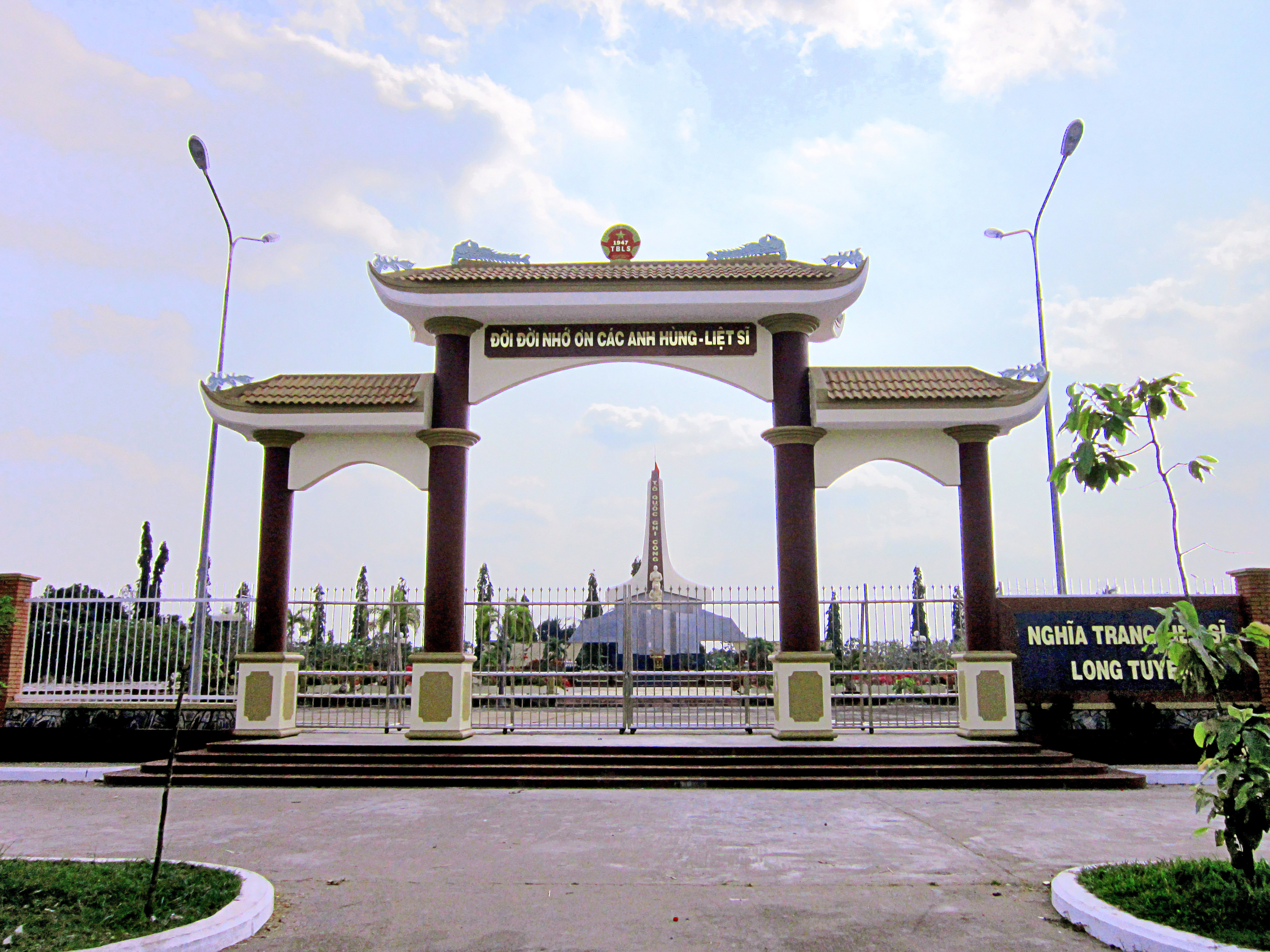
Nghĩa trang liệt sĩ Long Tuyền